# MGM-1 Matador
Il Martin MGM-1 Matador è stato il primo missile da crociera nucleare mai costruito, entrato in servizio nel 1953 con l'USAF

## Caratteristiche
La versione B-61A del Matador è equipaggiata con una testata nucleare da 50 kt ed è pilotata da un operatore a terra che usa un segnale radio generato da un radar. Questo sistema limitava la portata dell'ordigno e inoltre la trasmissione poteva essere facilmente intercettata dal nemico.

Questo problema venne in parte risolto nella versione MGM-1C dotata del sistema di guida Shanicle (Short Range Navigation Vehicle) che si avvaleva di microonde per portare il missile fino al bersaglio.

## Storia
Il progetto del Matador iniziò nell'immediato secondo dopoguerra sotto il nome di MX-771, quando alla Glenn L. Martin Company venne affidato il compito di sviluppare un missile da crociera subsonico con testata nucleare. Il primo prototipo, l'XSSM-A-1, volò il 20 gennaio 1949 e, a causa della guerra di Corea, venne assegnata ad esso la massima priorità nello sviluppo.

Nel 1951 l'USAF cambiò il nome ai due esemplari fino ad allora costruiti in XB-61 e YB-61, che divennero B-61A quando iniziò la produzione vera e propria e divennero operativi nel 1953. Nel 1955 si cambiò nuovamente designazione in TM-61A, dove TM significava per Tactical Missile.
Negli anni a venire si migliorò il Matador dando vita ad un progetto separato che portò alla nascita dell'MGM-13 Mace, ma siccome questo procedette con lentezza, l'USAF ritenne giusto anche continuare a guardare al progetto originario, e così si giunse, nel 1957, a creare la versione TM-61C dotata del nuovo sistema di guida Shanicle che ne aumentava la portata fino a 1 000 km.

Nel 1963 si cambiò per l'ultima volta il nome del missile in MGM-1C (dato che la versione C aveva sostituito completamente la A), ma già un anno prima tutti i Matador erano stati ritirati dal servizio, dopo che ne furono costruiti circa 1 200.